# 南風見恵子
南風見 恵子（はえみ けいこ、1977年10月30日 - ）は、日本の元子役、元女優。東京都出身。
特撮や時代劇との接点が深く、1980年代から1990年代にかけて活動していた。活動当時は劇団ひまわりに所属していた。

## 出演作品

### テレビドラマ
いずれもテレビドラマデータベースからの参考。
- 仮面ライダーBLACK RX 第13話（毎日放送、1989年1月29日） - キララ 役
- 魔法少女ちゅうかなぱいぱい! 第18話（フジテレビ、1989年5月14日） - 排田排子 役
- 名奉行遠山の金さん 第2シリーズ 第1話（テレビ朝日、1989年5月25日） - お千代 役
- 機動刑事ジバン 第29話（テレビ朝日、1989年8月13日） - つぐみ 役
- 暴れん坊将軍III 第91回（テレビ朝日、1989年12月16日） - 伊兵衛の娘・お佐代 役
- 美少女仮面ポワトリン 第19話（フジテレビ、1990年5月13日） - 少女 役
- 人間・失格〜たとえばぼくが死んだら（TBS、1994年7月29日）
- 八代将軍吉宗（NHK、1995年）